# Takashi Itō
Pour les articles homonymes, voir Ito.
Takashi Itō (伊藤 孝之, Itō Takashi), né en 1894 près de Hamamatsu, dans la préfecture de Shizuoka et mort le 9 mai 1982 est un peintre et dessinateur d'estampes japonais du mouvement shin-hanga, connu pour ses représentations de paysages (Fukei-ga).

## Formation
Après des études à l’Ecole des Beaux-Arts de Tokyo, Takashi Itō rejoint l'atelier de Kiyokata Kaburagi, un dessinateur notoire dans les styles Nihon-ga et Bijin-ga, par l'intermédiaire duquel il entre en contact avec l'éditeur Watanabe Shōsaburō.

## Production d'estampes
On doit à Takashi Itō près de 85 estampes, dessinées entre 1922 et 1965, dont une série de 50 paysages au format ōban réalisés dans les années 1920 et 1930 et dont les premiers étaient monochromes ou bichromes. 
Ses premières œuvres ont été détruites lors du tremblement de terre de 1923. Les blocs de son dessin le plus apprécié alors, Bac à Odai (1922) ont été re-sculptés en 1932 chez Watanabe en vue d'impressions pendant plusieurs années.
Influencé par des peintres romantiques allemands du XIXe siècle comme Caspar David Friedrich, il brosse des images d'un Japon idéal, d'une nature restée intacte, où les personnages n’apparaissent qu'au loin. Les couleurs vives ou claires, très graduelles, que l'artiste utilisait pour ses œuvres polychromes rendent ses estampes caractéristiques du mouvement shin-hanga naturaliste romantique.